# Hugo Boss AG
Hugo Boss es una casa de moda alemana, fundada en 1924 en Metzingen, cerca de Stuttgart, por Hugo Ferdinand Boss y Fran Rides.

## Historia
En 1923, Hugo Boss fundó su propia compañía de ropa en Metzingen, Alemania, donde todavía tiene su sede. En 1924, comenzó una fábrica junto con dos socios. La compañía produjo camisas, chaquetas, ropa de trabajo, ropa deportiva e impermeables. Debido al clima económico de Alemania en ese momento, Boss se vio obligado a declararse en quiebra. En 1931, llegó a un acuerdo con sus acreedores, dejándolo con seis máquinas de coser para comenzar de nuevo.

### Durante la Alemania nazi
Ese mismo año, Hugo Boss se convirtió en miembro del Partido Nazi, recibió el número de miembro 508 889 y fue miembro patrocinador ("Förderndes Mitglied") de la Schutzstaffel (SS). También se unió al Frente Alemán del Trabajo en 1936, a la Asociación de Protección Aérea del Reich en 1939, y al Bienestar Popular Nacional Socialista en 1941. También fue miembro del Reichskriegerbund y del Reichsbund para ejercicios físicos. Después de unirse a estas organizaciones, sus ventas aumentaron de 38 260 RM a más de 3,3 millones RM en 1941. Aunque afirmó en un anuncio de 1934–35 que había sido un "proveedor de uniformes nacionalsocialistas desde 1924", es probable que no comenzara a suministrarlos hasta 1928 como muy pronto. Este es el año en que se convirtió en proveedor de uniformes con licencia de Reichszeugmeisterei para Sturmabteilung (SA), Schutzstaffel, las Juventudes Hitlerianas, el Cuerpo de Automovilistas Nacionalsocialistas y otras organizaciones de partidos.
En el tercer trimestre de 1932, el uniforme de las SS, completamente negro, fue diseñado por los miembros de la SS Karl Diebitsch (artista) y Walter Heck (diseñador gráfico). La compañía Hugo Boss fue una de las compañías que produjeron estos uniformes negros para las SS. En 1938, la firma se centró en la producción de uniformes de la Wehrmacht y, posteriormente, también uniformes para las Waffen-SS.

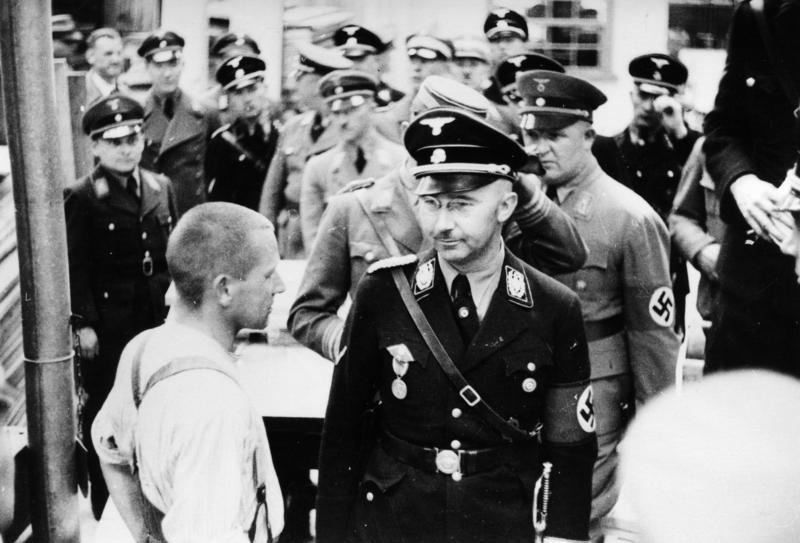
Heinrich Himmler en un uniforme de las SS, del tipo fabricado por Hugo Boss, visitando el campo de concentración de Dachau.

Durante la Segunda Guerra Mundial, Hugo Boss empleó a 140 trabajadores forzados, la mayoría de ellos mujeres. Además de estos trabajadores, 40 prisioneros de guerra franceses también trabajaron brevemente para la compañía entre octubre de 1940 y abril de 1941. Según el historiador alemán Henning Kober, los gerentes de la compañía eran fervientes nacionalsocialistas que eran todos grandes admiradores de Adolf Hitler. En 1945, Hugo Boss tenía una fotografía en su apartamento de él con Hitler, tomada en Berghof, el retiro de Hitler en Obersalzberg.
Debido a su temprana membresía en el Partido Nazi, su apoyo financiero a las SS y los uniformes entregados al Partido Obrero Nacional Socialista Alemán, Boss fue considerado tanto un «activista» como un «partidario y beneficiario del nacionalsocialismo». En una sentencia de 1946, fue despojado de sus derechos de voto, de su capacidad para dirigir un negocio, y multado con «una pena muy severa» de 100 000 DM. Sin embargo, Boss apeló y finalmente fue clasificado como un «seguidor», una categoría menor, lo que significaba que no era considerado un promotor activo del nacionalsocialismo.
Murió en 1948, pero su negocio sobrevivió. En 2011, la compañía emitió una declaración de «profundo pesar a los que sufrieron daños o dificultades en la fábrica dirigida por Hugo Boss bajo el gobierno nacionalsocialista».

### En la posguerra
En 1993 Hugo Boss creó Baldessarini como su marca de lujo de alto nivel para caballero, en la actualidad también dispone de dos fragancias bajo esta marca.
En 1997, la compañía apareció en una lista de cuentas inactivas de Suiza, que provocó la publicación de artículos que destacan la participación de Hugo Boss con los nazis. En 1999, los abogados estadounidenses presentaron demandas en Nueva Jersey, en nombre de los sobrevivientes o sus familias, por el uso de trabajadores forzados durante la guerra. La empresa no hizo ningún comentario sobre estas demandas, pero reiteró una declaración anterior de que no quería «cerrar los ojos al pasado, sino más bien tratar los temas de manera abierta y franca».
En diciembre de 1999, se alcanzó un acuerdo entre el gobierno alemán y un grupo abogados estadounidenses, grupos judíos y el gobierno de Estados Unidos, para establecer un fondo de US$ 5,1 mil millones, financiado a partes iguales por la industria alemana y el gobierno alemán, para compensar a los trabajadores esclavos utilizados por los alemanes en la Segunda Guerra Mundial. Hugo Boss acordó en participar de este fondo, por un monto que fue estimado por algunas fuentes como de alrededor de «752 000 €», mientras que otros consideraron que la empresa «finalmente pagó el mínimo absoluto en el fondo de compensación».
La empresa también decidió experimentar con la ropa femenina, y en 2000, presentó la primera colección de Boss Woman en el Palazzo del Senato de Milán.
A principios de 2002, Boss trasladó su división para mujeres de Milán de vuelta a Metzingen.
Los mayores mercados de la marca son Estados Unidos, Alemania, Reino Unido y Francia. Actualmente, la empresa es controlada por el grupo italiano Marzotto SpA.
En 2013, un tribunal de Reino Unido condenó a la marca a pagar una multa de US$ 1.8 millones por la muerte de un niño en un probador.

## Productos
Aunque Hugo Boss hoy en día es más famosa por sus fragancias, posee tres principales focos de clientela.
- Boss Man para hombre:

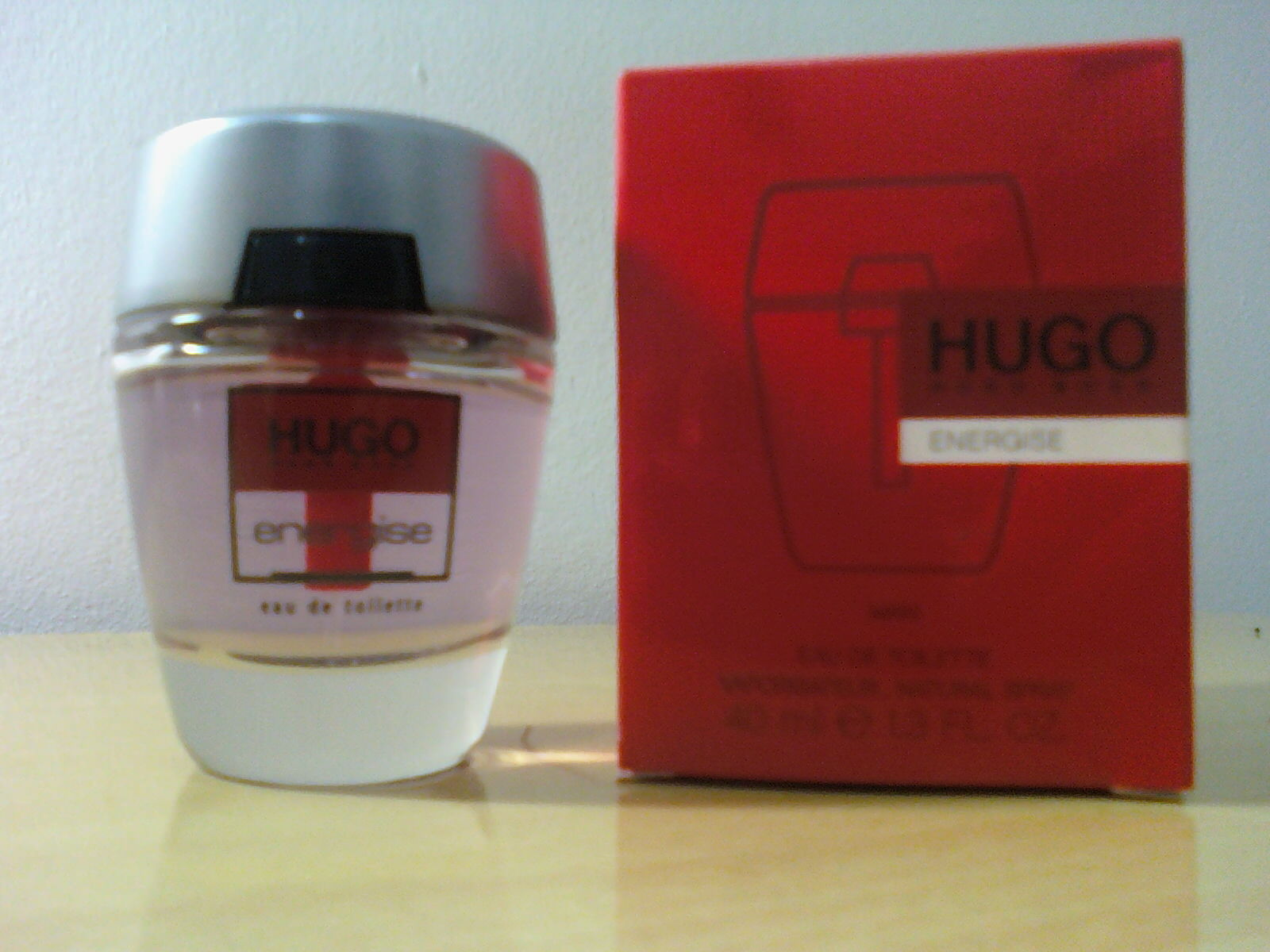
Hugo Energise.

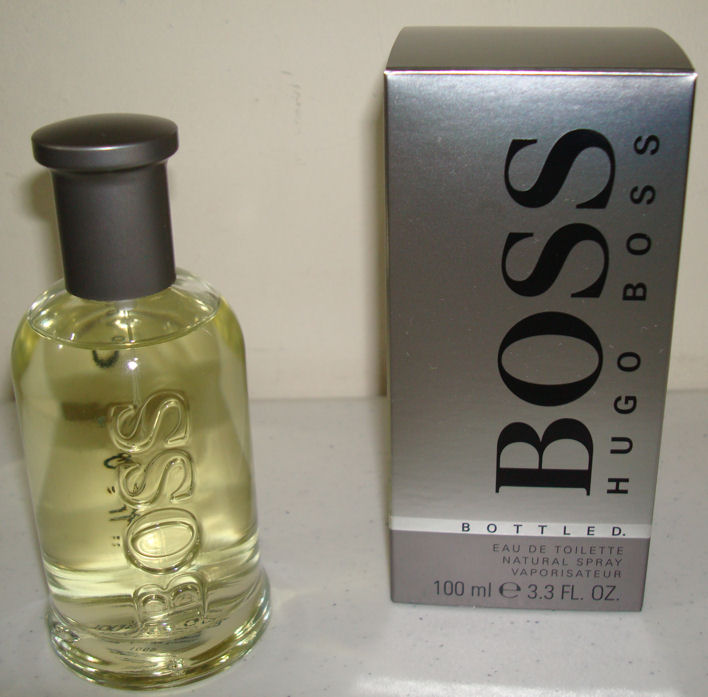
Boss Bottled.

  - Boss: Just different (featuring Jared Leto)
  - Boss Orange
  - Boss: Bottled
  - Boss: Bottled Night
  - Boss: In Motion
  - Boss: In Motion Special Edition
  - Boss: Soul
  - Boss: Pure
  - Boss: Selection
  - Boss: Number 1
  - Hugo: Hugo Boss
  - Hugo: Man
  - Hugo: Dark Blue
  - Hugo: Energise
  - HUGO: XY
  - HUGO: Element
- Hugo Boss, Baldessarini para hombres:
  - Baldessarini: Classic
  - Baldessarini: Del Mar
  - Baldessarini: Ambré
- Boss Woman para mujeres:
  - Hugo Boss: Woman
  - Boss: Woman
  - Hugo Boss: Deep Red
  - Boss: Intense
  - Hugo Boss: Pure purple
  - HUGO: XX